# Finale UEFA Conference League 2025
De UEFA Conference Leaguefinale van het seizoen 2024/25 was de vierde eindwedstrijd van het tertiaire toernooi in het Europees clubvoetbal en de eerste sinds de naamsverandering. De voetbalwedstrijd werd gespeeld tussen het Spaanse Real Betis en het Engelse Chelsea FC in het Stadion Miejski te Wrocław op woensdag 28 mei 2025 met Irfan Peljto als scheidsrechter. Chelsea FC draaide een achterstand in de tweede helft om in een 1–4 overwinning, nam de titel over van Olympiakos Piraeus en kwalificeerde zich voor de UEFA Europa League 2025/26.

## Organisatie
Op 28 juni 2023 werd Stadion Miejski in Wrocław door de UEFA aangewezen als stadion voor de UEFA Conference Leaguefinale van 2025. In het stadion werden eerder drie wedstrijden op het EK 2012 gespeeld. Ook de UEFA Europa Leaguefinales van 2015 en 2021 werden in Polen gespeeld.
De UEFA stelde op 12 mei 2025 de Bosniër Irfan Peljto aan als scheidsrechter voor de finale. Hij werd daarmee de eerste Bosniër ooit die een finale in het Europees clubvoetbal zou leiden. Hij zou geassisteerd worden door landgenoten Senad Ibrišimbegović en Davor Beljo als assistent-scheidsrechters en de Turk Halil Umut Meler als vierde official. De Fransman Jérôme Brisard werd aangesteld als videoscheidsrechter, gesteund door zijn landgenoot Willy Delajod en de Italiaan Marco Di Bello.

## Voorgeschiedenis
Real Betis speelde nooit eerder een continentale finale. Chelsea FC speelde nooit eerder de finale van de UEFA Conference League, maar won eerder de UEFA Champions Leaguefinales van 2012 en 2021, de UEFA Europa Leaguefinales van 2013 en 2019 en de Europacup II-finales van 1971 en 1998 en verloor de UEFA Champions Leaguefinale van 2008.
Real Betis en Chelsea FC troffen elkaar eerder in de kwartfinales van de Europacup II in 1998, toen Chelsea FC het tweeluik met 5–2 won, en de groepsfase van de UEFA Champions League in 2006, toen beide clubs hun thuiswedstrijden wonnen. Dat was Real Betis' enige overwinning in acht wedstrijden tegen Engelse club in het Europees clubvoetbal in totaal. Chelsea FC won 20 en verloor 13 van zijn 51 eerdere wedstrijden tegen Spaanse clubs, waaronder de gewonnen Europacup II-finale van 1971 tegen Real Madrid. Nooit eerder stond een Spaanse club in de UEFA Conference Leaguefinale. De enige eerdere keer dat een Engelse club deze finale speelde, won West Ham United in 2023. In totaal hadden Spaanse en Engelse clubs elkaar 16 keer eerder getroffen in finales van het Europees clubvoetbal. 11 werden er gewonnen door de Spaanse club, 5 door de Engelse club.
Real Betis speelde twee keer eerder in Polen, beide keren in het seizoen 2024/25 van de UEFA Conference League: het verloor in de competitiefase met 1–0 van Legia Warschau en speelde in de kwartfinales met 1–1 gelijk tegen Jagiellonia Białystok. Chelsea FC had eveneens voorafgaand aan het seizoen 2024/25 niet eerder in Polen gespeeld, maar won in de kwartfinales met 0–3 op bezoek bij Legia Warschau. Chelsea FC-trainer Enzo Maresca had in twee perioden gewerkt onder leiding van Real Betis-trainer Manuel Pellegrini: als speler bij Málaga CF tussen 2011 en 2012 en als assistent-trainer bij West Ham United tussen 2018 en 2019.

## Weg naar de finale
| Pos | Team                  | Wed | Ptn |
| --- | --------------------- | --- | --- |
| 13  | Panathinaikos FC      | 6   | 10  |
| 14  | Olimpija Ljubljana    | 6   | 10  |
| 15  | Real Betis            | 6   | 10  |
| 16  | 1. FC Heidenheim 1846 | 6   | 10  |
| 17  | KAA Gent              | 6   | 9   |

| Pos | Team           | Wed | Ptn |
| --- | -------------- | --- | --- |
| 1   | Chelsea FC     | 6   | 18  |
| 2   | Vitória SC     | 6   | 14  |
| 3   | ACF Fiorentina | 6   | 13  |
| 4   | Rapid Wien     | 6   | 13  |
| 5   | Djurgårdens IF | 6   | 13  |

De uitslagen staan in het perspectief van de finalist. 'T' staat voor een thuiswedstrijd, 'U' staat voor een uitwedstrijd.

### Real Betis
Real Betis plaatste zich voor de play-offronde van de UEFA Conference League als zevende in de Primera División. Het hoofdtoernooi werd bereikt met 0–2 en 3–0 zeges op Kryvbas Kryvy Rih. De competitiefase begon met een nederlaag op bezoek bij Legia Warschau en een gelijkspel tegen FC Kopenhagen in eigen huis. Vervolgens werd er nog wel verloren op bezoek bij Mladá Boleslav, maar tegen NK Celje, Petrocub Hîncești en HJK Helsinki werden overwinningen geboekt, wat genoeg was voor een plek in de knock-outfase. In de play-offronde werd er uit met 0–3 gewonnen van KAA Gent, waarna het in eigen huis een 0–1 nederlaag kon veroorloven. In de achtste finales werd er in de thuiswedstrijd gelijkgespeeld tegen Vitória SC. De uitwedstrijd werd echter ruim gewonnen met 0–4, waarmee Real Betis zich kwalificeerde voor de kwartfinales. In de kwartfinales had Real Betis dankzij een 2–0 thuisoverwinning genoeg aan een 1–1 gelijkspel in de terugwedstrijd. De laatste horde richting de finale was ACF Fiorentina. Doelpunten van Abde Ezzalzouli en Antony leverden een 2–1 overwinning op in het Estadio Benito Villamarín. Na een openingsdoelpunt van Antony in Stadio Artemio Franchi een week later dwong ACF Fiorentina echter via Robin Gosens nog een verlenging af. In die verlenging maakte Ezzalzouli het enige doelpunt, waardoor Real Betis zich plaatste voor de finale.

### Chelsea FC
Chelsea FC plaatste zich voor de play-offronde van de UEFA Conference League als zesde in de Premier League. Met een 2–0 overwinning en een 2–1 nederlaag tegen Servette FC werd het hoofdtoernooi bereikt. In de competitie haalde Chelsea FC de perfecte score met overwinningen tegen KAA Gent, Panathinaikos FC, FC Noah, FC Heidenheim, Astana FK en Shamrock Rovers. Tegen FC Noah werd met 8–0 zelfs de grootste overwinning ooit in de UEFA Conference League geboekt. Als hoogst geplaatste club in de competitiefase kwalificeerde Chelsea FC zich direct voor de achtste finales, waarin het FC Kopenhagen trof. Nadat de uitwedstrijd met 1–2 gewonnen werd, verzekerde het zich in de thuiswedstrijd van een plek in de kwartfinales met een 1–0 overwinning. In de kwartfinales tegen Legia Warschau kon het zich een 1–2 thuisnederlaag veroorloven, nadat het de uitwedstrijd al met 0–3 had gewonnen. De laatste horde richting de finale was Djurgårdens IF. In de Tele2 Arena werden vier doelpunten van Jadon Sancho, Noni Madueke en Nicolas Jackson beantwoord met slechts één doelpunt van Isak Alemayehu Mulugeta. Op Stamford Bridge een week later maakte Kiernan Dewsbury-Hall het enige doelpunt. Zodoende bereikte Chelsea FC de finale.

## Wedstrijd

### Verloop
Abde Ezzalzouli schoot Real Betis in de negende minuut op een voorsprong na een breedtepass van zijn aanvoerder Isco. In de eerste helft stuitte Marc Bartra op Filip Jörgensen en Johnny Cardoso op Benoît Badiashile, terwijl Chelsea FC moeilijk aan kansen kwam. Chelsea FC draaide de achterstand halverwege de tweede helft echter om in een voorsprong via kopballen van Enzo Fernández en Nicolas Jackson, beide op aangeven van Cole Palmer. In de slotfase breidde Chelsea FC de score uit naar 1–4 via invaller Jadon Sancho en Moisés Caicedo. Zo won Chelsea FC de finale.

### Details
|                           |               |               |                                                    | |
| 28 mei 2025 21:00 (UTC+2) | Real Betis    | 1 – 4 (1 – 0) | Chelsea FC                                         | Stadion: Stadion Miejski, Wrocław Toeschouwers: 39.754 Scheidsrechter: Irfan Peljto Assistenten: Senad Ibrišimbegović Assistenten: Davor Beljo Vierde official: Halil Umut Meler Vijfde official: Kerem Ersoy Video-assistenten: Jérôme Brisard Video-assistenten: Marco Di Bello (SVAR) AVAR: Willy Delajod Speler van de wedstrijd: Cole Palmer |
| 28 mei 2025 21:00 (UTC+2) | Ezzalzouli 9' | Verslag       | 65' Fernández 70' Jackson 83' Sancho 90+1' Caicedo | Stadion: Stadion Miejski, Wrocław Toeschouwers: 39.754 Scheidsrechter: Irfan Peljto Assistenten: Senad Ibrišimbegović Assistenten: Davor Beljo Vierde official: Halil Umut Meler Vijfde official: Kerem Ersoy Video-assistenten: Jérôme Brisard Video-assistenten: Marco Di Bello (SVAR) AVAR: Willy Delajod Speler van de wedstrijd: Cole Palmer |
| 28 mei 2025 21:00 (UTC+2) |               |               |                                                    | Stadion: Stadion Miejski, Wrocław Toeschouwers: 39.754 Scheidsrechter: Irfan Peljto Assistenten: Senad Ibrišimbegović Assistenten: Davor Beljo Vierde official: Halil Umut Meler Vijfde official: Kerem Ersoy Video-assistenten: Jérôme Brisard Video-assistenten: Marco Di Bello (SVAR) AVAR: Willy Delajod Speler van de wedstrijd: Cole Palmer |
| 28 mei 2025 21:00 (UTC+2) |               |               |                                                    | Stadion: Stadion Miejski, Wrocław Toeschouwers: 39.754 Scheidsrechter: Irfan Peljto Assistenten: Senad Ibrišimbegović Assistenten: Davor Beljo Vierde official: Halil Umut Meler Vijfde official: Kerem Ersoy Video-assistenten: Jérôme Brisard Video-assistenten: Marco Di Bello (SVAR) AVAR: Willy Delajod Speler van de wedstrijd: Cole Palmer |
|                           |               |               |                                                    | |

| Real Betis | Chelsea FC |

| DM                | 13 | Adrián            |           |
| RA                | 23 | Youssouf Sabaly   |           |
| CV                | 05 | Marc Bartra       |           |
| CV                | 06 | Natan             |           |
| LA                | 12 | Ricardo Rodríguez | 46'       |
| CM                | 18 | Pablo Fornals     | 85'       |
| CM                | 22 | Isco              |           |
| CM                | 04 | Johnny Cardoso    | 85'       |
| RB                | 07 | Antony            | 88'       |
| SP                | 11 | Cédric Bakambu    | 72'       |
| LB                | 10 | Abde Ezzalzouli   | 53'       |
| Wisselspelers:    |    |                   |           |
| DM                | 25 | Fran Vieites      |           |
| DM                | 41 | Manu González     |           |
| VD                | 15 | Romain Perraud    | 46' 90+5' |
| VD                | 24 | Aitor Ruibal      | 72'       |
| VD                | 32 | Nobel Mendy       |           |
| VD                | 40 | Ángel Ortiz       |           |
| MV                | 16 | Sergi Altimira    | 85'       |
| MV                | 20 | Giovani Lo Celso  | 85'       |
| MV                | 46 | Mateo Flores      |           |
| AV                | 36 | Jesús Rodríguez   | 53'       |
| AV                | 52 | Pablo García      |           |
| Coach:            |    |                   |           |
| Manuel Pellegrini |    |                   |           |

| DM             | 12 | Filip Jörgensen       |         |
| RA             | 27 | Malo Gusto            | 46'     |
| CV             | 23 | Trevoh Chalobah       |         |
| CV             | 05 | Benoît Badiashile     | 55' 61' |
| LA             | 03 | Marc Cucurella        |         |
| CM             | 08 | Enzo Fernández        |         |
| CM             | 25 | Moisés Caicedo        |         |
| RB             | 11 | Noni Madueke          |         |
| AM             | 20 | Cole Palmer           | 79' 87' |
| LB             | 07 | Pedro Neto            | 61'     |
| SP             | 15 | Nicolas Jackson       | 80'     |
| Wisselspelers: |    |                       |         |
| DM             | 01 | Robert Sánchez        |         |
| DM             | 47 | Lucas Bergström       |         |
| VD             | 04 | Tosin Adarabioyo      |         |
| VD             | 06 | Levi Colwill          | 61'     |
| VD             | 24 | Reece James ( 46')    | 46'     |
| VD             | 34 | Josh Acheampong       |         |
| MV             | 22 | Kiernan Dewsbury-Hall | 80'     |
| MV             | 39 | Mathis Amougou        |         |
| AV             | 18 | Christopher Nkunku    |         |
| AV             | 19 | Jadon Sancho          | 61' 85' |
| AV             | 32 | Tyrique George        |         |
| AV             | 38 | Marc Guiu             | 87'     |
| Coach:         |    |                       |         |
| Enzo Maresca   |    |                       |         |

### Statistieken
| Statistieken           | Real Betis | Chelsea FC |
| ---------------------- | ---------- | ---------- |
| Doelpunten             | 1          | 4          |
| Gele kaarten           | 2          | 3          |
| Rode kaarten           | 0          | 0          |
| Wissels                | 5          | 5          |
| Schoten op doel        | 3          | 7          |
| Schoten naast doel     | 6          | 1          |
| Overtredingen          | 16         | 12         |
| Hoekschoppen           | 4          | 4          |
| Buitenspel             | 0          | 3          |
| Geslaagde passes       | 257        | 536        |
| Passnauwkeurigheid (%) | 80         | 87         |
| Balbezit (%)           | 36         | 64         |

## Nasleep
Chelsea FC werd met de overwinning de vierde club die de UEFA Conference League won, en de tweede Engelse club die dat lukte. Het werd bovendien de eerste club die alle vijf de toernooien in het Europees clubvoetbal voor mannen won; naast de UEFA Conference League had het al de UEFA Champions League, de UEFA Europa League, de Europacup II en de UEFA Super Cup gewonnen. Ook was het de eerste keer in 24 finales in het Europees clubvoetbal met een Spaanse club sinds 2001 waarin de Spaanse club verloor. Na afloop van de finale werd Cole Palmer door de UEFA benoemd tot Speler van de Wedstrijd na zijn twee assists. Hij kreeg ook complimenten van de Engelse media.